# Charles Abel Planat
Pour les articles homonymes, voir Planat.
Charles Abel Planat, né le 4 mai 1801 à Paris (Seine) et mort le 22 février 1858 à Cognac (Charente), est un homme politique français.

## Biographie
Charles Abel Planat naît le 14 floréal an IX à Paris. Il est le fils de Guillaume Planat et de son épouse, Henriette Marguerite Choquet. 
À la tête d'une maison de commerce qu'il a fondée en 1828 à Cognac, Charles Abel Planat est maire de la ville de 1838 à 1848, il est député de la Charente de 1848 à 1849, siégeant à droite. Il est le père d'Oscar Planat, député sous le Second Empire.
Il meurt le 22 février 1858 à Cognac.

## Sources
- « Charles Abel Planat », dans Adolphe Robert et Gaston Cougny, Dictionnaire des parlementaires français, Edgar Bourloton, 1889-1891 [détail de l’édition]